# Tor Hogne Aarøy
Tor Hogne Aarøy est un footballeur norvégien né le 20 mars 1977. Il évoluait au poste d'attaquant.

## Palmarès
- Vainqueur de la Coupe de Norvège en 2009 avec Aalesunds